# Хазенёрль, Фридрих
Фридрих Хазенёрль (также Газенорль; 1874—1915) — австро-венгерский физик-теоретик, член-корреспондент Австрийской Академии наук.
Родился в семье адвоката и баронессы. С отличием окончил Терезианум, ещё в школьные годы опубликовав несколько небольших статей по математике и физике. В 1892 году поступил в Венский университет, где изучал математику и физику; уже на втором курсе опубликовал довольно объёмную работу «Über das quadratische Reziprozitätsgesetz». В 1894 году добровольно прервал учёбу для прохождения в течение года военной службы. В 1896 году защитил диссертацию на соискание учёной степени доктора философии, темой работа стала диэлектрическая проницаемость в жидкостях. Габилитировался уже в 1899 году, с этого времени занявшись в основном теоретической физикой. Некоторое время пробыл за границей, в том числе некоторое время работал с голландским физиком Камерлинг-Оннесом в Лейденском университете. В марте 1899 года начал читать лекции в Венском университете, в 1906 году получил место адъюнкт-профессора в Высшей технической школе в Вене, в 1907 году, после смерти его бывшего наставника Людвига Больцмана, в звании профессора возглавил кафедру теоретической физики в Венском университете, несмотря на то, что первоначально был третьим в списке претендентов на эту должность. В 1911 и 1913 годах участвовал в Сольвеевских конгрессах.
После начала Первой мировой войны отправился, несмотря на 40-летний возраст, добровольцем на фронт. В июле 1915 года был ранен в плечо и награждён Военным крестом за заслуги 3-го класса; после лечения в госпитале вернулся на фронт. Был убит выстрелом шрапнели в голову (по другим данным, попаданием осколка гранаты) в Тренто 7 октября 1915 года, когда в звании обер-лейтенанта и командира батальона 14-го полка повёл свой батальон в атаку на итальянские позиции. Был похоронен в Гмюндене.
Хазенёрль занимался исследованиями в области термодинамики, кинетической теории, электродинамики, статистической механики, теории относительности, оптики движущихся тел, а также квантовой теории: в частности, он первым пытался обосновать на квантовой основе серию Бальмера.
По итогам исследований 1904—1905 годов вывел формулы электромагнитной массы и взаимосвязи массы и энергии; последняя отличалась от эйнштейновской коэффициентом 4/3:
{\displaystyle m_{em}={\frac {4}{3}}\cdot {\frac {E_{em}}{c^{2}}}}